# Klazz Brothers and Cuba Percussion
Klazz Brothers est un groupe musical international, originaire d'Allemagne, composé de musiciens mêlant musique classique et jazz avec des rythmes latino-américains. 

## Histoire
Le groupe est formé en 1999 par deux frères (Brothers en anglais) musiciens allemands, Tobias Forster (piano) et Kilian Forster (basse, Dresden Philharmonic Orchestra/Dresden Philharmonic Jazz Orchestra), avec Tim Hahn (batterie).
Klazz est un mélange de musique classique et jazz.
Lors d'un voyage à Cuba, ils sont tombés amoureux de la musique cubaine. De leur rencontre avec des musiciens de Compay Segundo, ils ont eu l'idée de marier leur musique avec des rythmes cubains, et ont enregistré avec deux musiciens de studio, Alexis Herrera Estevez (timbales) et Elio Rodriguez Luis (congas), sous le nom Klazz Brothers and Cuba Percussion.

## Discographie

### Bandes son
- Collatéral avec Tom Cruise (titre Air) et Hitch, expert en séduction avec Will Smith.

## Distinctions
- 2003 : Echo Klassik Award - catégorie « classique sans frontières »[2]
- 2003 : Jazz Award (CD Jazz Meets Cuba[3])
- 2005 : Grammy Award (meilleur album crossover classique)